# فريدريك فون أوليفييه
فريدريك فون أوليفييه (بالألمانية: Friedrich von Olivier)‏ هو رسام ألماني، ولد في 23 أبريل 1791 في ديساو في ألمانيا، وتوفي بنفس المكان في 5 سبتمبر 1859.